# Wurmbea inframediana
Wurmbea inframediana är en tidlöseväxtart som beskrevs av Terry Desmond Macfarlane. Wurmbea inframediana ingår i släktet Wurmbea och familjen tidlöseväxter. Inga underarter finns listade i Catalogue of Life.